# Sebastian Münzenmaier
Sebastian Münzenmaier (* 2. Juli 1989 in Darmstadt) ist ein deutscher Politiker (AfD) und seit 2017 Mitglied des Deutschen Bundestages. Seit 2023 ist er stellvertretender Fraktionsvorsitzender der AfD-Fraktion im Bundestag. Er ist stellvertretender Landesvorsitzender der AfD Rheinland-Pfalz.

## Ausbildung und politische Laufbahn
Nach dem Abitur in Annweiler am Trifels im Jahr 2009 leistete Münzenmaier Zivildienst im MSHD und begann 2010 ein Studium der Rechtswissenschaften in Mainz. Im Jahr 2012 begann Münzenmaier parallel eine Karriere im Vertrieb von Finanzprodukten und legte die Prüfung als Versicherungs- und Finanzanlagenfachmann (IHK) ab. Das Studium der Rechtswissenschaften brach er 2016 nach dem universitären Schwerpunktexamen ab und beendete es somit ohne das juristische Staatsexamen. Er ist Alter Herr der schlagenden Burschenschaft Germania Halle zu Mainz in der Deutschen Burschenschaft.
Zunächst war Münzenmaier Mitglied der islamfeindlichen Partei Die Freiheit, in Rheinland-Pfalz. 2013 trat er in die AfD ein. Er ist Vorsitzender des AfD-Kreisverbandes Mainz. Im April 2017 wurde er zum Spitzenkandidaten (Platz 1 der Landesliste) der AfD Rheinland-Pfalz für die Bundestagswahl 2017 gewählt. Bis zur Auflösung des Arbeitsvertrages zum 1. Oktober 2017 war Münzenmaier angestellter AfD-Fraktionsgeschäftsführer im rheinland-pfälzischen Landtag. Ein Zusammenhang der Vertragsbeendigung mit dem Strafverfahren gegen Münzenmaier bestand laut Aussage des Fraktionsvorsitzenden Uwe Junge nicht. Als Nachfolger wurde Michael Büge benannt.
Im Bundestagswahlkampf 2017 empfahl Münzenmaier Frauen, Karatekurse zu belegen oder Pfefferspray zu kaufen, um „Merkels Gästen nicht völlig wehrlos gegenüberzustehen“ (gemeint waren Flüchtlinge).
Auf Grund eines gegen ihn laufenden Prozesses wegen der Unterstützung eines Überfalls von Fußball-Hooligans (siehe Abschnitt Verurteilung) verweigerte die Fußballmannschaft des Bundestages Münzenmaier als einzigem von sechs AfD-Kickern die Mitgliedschaft.
Am 31. Januar 2018 wurde er zum Vorsitzenden des Tourismusausschusses des Deutschen Bundestags gewählt. Die Wahl war erforderlich geworden, weil mehrere Ausschussmitglieder Widerspruch gegen Münzenmaier eingelegt hatten. Im Normalfall werden die Nominierten ohne Wahl zum Vorsitzenden bestimmt. Im 19. Deutschen Bundestag war Münzenmaier zudem stellvertretendes Mitglied im Ausschuss für Arbeit und Soziales.
2019 wurde Münzenmaier in den Fraktionsvorstand der AfD-Bundestagsfraktion gewählt und bekleidete bis zum Ende der Legislaturperiode den Posten des stellvertretenden Fraktionsvorsitzenden.
Der Landesverband der AfD Rheinland-Pfalz wählte Sebastian Münzenmaier wie schon 2017 auch 2021 zu ihrem Spitzenkandidaten für die Bundestagswahl. Münzenmaier gelang bei der Bundestagswahl 2021 der Wiedereinzug in den Bundestag.
Im 20. Deutschen Bundestag ist Münzenmaier ordentliches Mitglied im Ausschuss für Wohnen, Stadtentwicklung, Bauwesen und Kommunen sowie im Ausschuss für Tourismus, im Ausschuss für Arbeit und Soziales ist er stellvertretendes Mitglied.
Im September 2021 wurde Münzenmaier erneut als Stellvertreter in den Fraktionsvorstand der AfD-Bundestagsfraktion gewählt. Und auch die AfD Rheinland-Pfalz wählte Münzenmaier wiederholt zum stellvertretenden Vorsitzenden.
Auf dem AfD-Parteitag im Juli 2023 tat sich Münzenmaier als Vermittler bei der Auswahl von Kandidaten zur Besetzung von Europawahlen-Listenplätzen hervor.
Laut einem BR-Bericht beschäftigt Münzenmaier als Abgeordneter John Hoewer, den Vorstand des Vereins „Ein Prozent“, welcher vom Verfassungsschutz 2023 als „gesichert rechtsextremistische Bestrebung“ eingestuft wurde. Hoewer verfügt dem Bericht zufolge außerdem über Kontakte zur Identitären Bewegung, zu Faschisten in Italien und zur NPD; ferner liegen dem BR Aufnahmen vor, aus denen hervorgeht, dass Hoewer im Januar 2017 an handgreiflichen Auseinandersetzungen mit linken Demonstranten in einem Hörsaal der Universität Magdeburg beteiligt war.
Nachdem er 2017 und 2021 im Bundestagswahlkreis Mainz angetreten ist geht er für die Bundestagswahl 2025 im Bundestagswahlkreis Kaiserslautern ins Rennen, zudem erneut als Spitzenkandidat.

## Positionen und Eigenwerbung
Im Verfassungsschutzgutachten wurde Münzenmaier erwähnt, da er dem als rechtsextremistisch eingestuften Magazin Zuerst! ein Interview gab, wobei er Sammelabschiebungen und eine „Verabschiedungskultur“ für Flüchtlinge forderte.
In einem Interview zur Baupolitik plädierte Münzenmaier für eine Abschaffung sämtlicher nationaler Gesetze, die eine CO2-orientierte Bepreisung der Energie- und Wohnkosten zum Inhalt haben.
Seit 2020 gibt Münzenmaier ein eigenes Hochglanzmagazin mit dem Titel Münzenmaiers Magazin – Unzensierte Nachrichten aus erster Hand heraus. Neben den Printausgaben verbreitet er seine Positionen auch in einer Online-Ausgabe, welche ebenso den Namen „Münzenmaiers Magazin“ trägt.
Neben dem Print- und Online-Magazinen und seiner eigenen Homepage tritt Münzenmaier auch in verschiedenen Social-Media-Kanälen wie Facebook, TikTok, Instagram oder Telegram auf.

## Verurteilung wegen Beihilfe zur gefährlichen Körperverletzung
Im Juli 2017 wurde gegen Münzenmaier und weitere Personen Anklage vor dem Amtsgericht Mainz wegen gefährlicher Körperverletzung und versuchten Raubes von Fan-Trophäen erhoben. Er soll 2012 an einem Überfall von Angehörigen der Ultra- sowie der Hooliganszene des 1. FC Kaiserslautern auf Fans des 1. FSV Mainz 05 beteiligt gewesen sein. Vorausgegangen war eine Serie von Schmähungen der Mainzer Ultras zur Verunglimpfung des Kaiserslauterer Idols Fritz Walter. Die vermummte Hooligan-Gruppe soll Bussen der Mainz-Fans, in denen auch Kinder waren, aufgelauert und diese später angegriffen haben. Bei dem Handgemenge sollen Mainzer Fans Platzwunden und Fingerbrüche durch Fauststöße erlitten haben. Ein Vertreter der Mainzer Ultras sagte vor Gericht aus, der Vorgang sei eine unter Ultras typische „Abreibung“ gewesen. Bei einer Durchsuchung von Münzenmaiers Wohnung unmittelbar nach der Tat fand die Polizei einen Teleskopschlagstock, eine Sturmhaube sowie „Trophäen“-Fotos von vermummten Hooligans mit gegnerischen Fan-Utensilien. Münzenmaier bestritt die Vorwürfe. Das Amtsgericht verurteilte ihn im Oktober 2017 wegen Beihilfe zur gefährlichen Körperverletzung zu einer Haftstrafe von sechs Monaten auf Bewährung und einer Geldstrafe von 10.000 Euro. Nach Ansicht des Gerichts hatte Münzenmaier ortsunkundige Mitglieder der Ultra- und Hooliganszene an einer Tankstelle abgeholt und zum Stadion gebracht, wo die Attacke „mit Wissen und Wollen“ von Münzenmaier geschehen sei. Münzenmaier und die Staatsanwaltschaft legten gegen das Urteil Berufung ein. Im Dezember 2017 hob der Deutsche Bundestag die Immunität Münzenmaiers auf, um die Fortsetzung des Verfahrens zu ermöglichen. Im Berufungsverfahren hob das Landgericht Mainz im Dezember 2018 die Bewährungsstrafe auf und verurteilte Münzenmaier zu einer Geldstrafe in Höhe von insgesamt 16.200 Euro (90 Tagessätze von jeweils 180 Euro). Damit gilt Münzenmaier als nicht vorbestraft.